# Takemikazuchi
Takemikazuchi (建御雷) ou 武甕槌, « Dieu tonnerre », est une divinité de la mythologie japonaise, considérée comme le dieu du tonnerre et le « dieu épée ». Il a également pris part à ce qui est considéré comme la première compétition de sumo mentionnée dans la mythologie.

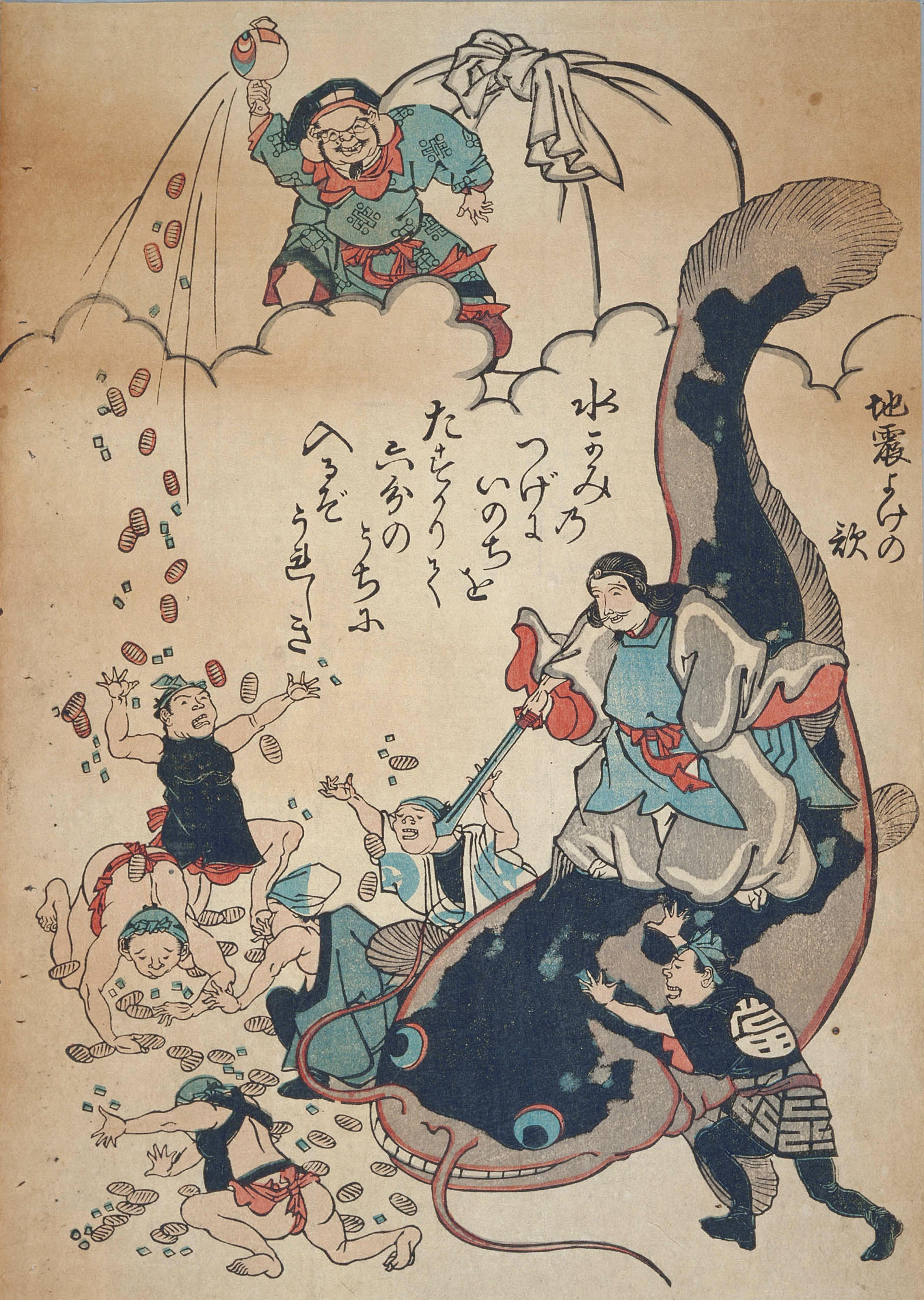
Chant de séisme (estampe namazu-e, octobre 1855). Le poisson-chat est monté par Kashima aussi appelé Takemikazuchi

Il est autrement connu sous le nom Kashima-no-kami, divinité principale vénérée au Kashima-jingū à Kashima, dans la préfecture d'Ibaraki (et tous les autres sanctuaires Kashima secondaires),. Dans les namazu-e ou images du poisson-chat de l'époque d'Edo, Takemikazuchi/Kashima est représenté en train de tenter de soumettre le poisson-chat géant censé loger au kaname-ishi (要石), les entrailles du Japon et qui provoque les tremblements de terre,. (Voir l'image à droite).

## Formes du nom
Dans le Kojiki, le nom du dieu est parfois écrit sous la forme entière 建御雷之男神 « Dieu mâle possédant courageux horrible ». Il porte aussi les autres noms Takefutsu (建布都神, « Divinité serpentine courageuse ») et Toyofutsu (豊布都神, « Divinité luxuriante-serpentine »),.
Dans le Nihon shoki, différents jeux de caractères sont utilisés pour représenter le nom (武甕雷男神 ()). Son plus ancien traducteur l'a simplement appelé Ikazuchi no Kami ou « le Dieu tonnerre ». Une notation plus simple (建雷命) est également employée.

## Descriptions dans leKojikiet leNihon shoki

### Naissance des dieux
Dans les épisodes Kamiumi (« Oiseau des dieux ») du Kojiki, le dieu de la création Izanagi (« le mâle-qui-invite ») coupe la tête de la divinité du feu Kagu-tsuchi (« Luisant ancien »), tandis que le sang du « sabre à dix prises » ou « épée à dix poings de portée » (Totsuka-no-Tsurugi) éclabousse les rochers et donne naissance à plusieurs divinités. Le sang à la pointe de l'épée engendre une triade de divinités et le sang près de la base de la lame produit une autre triade qui comprend Takemikazuchi (présenté ici comme « Divinité mâle possédant courage et horrible » par Chamberlain),.
Le nom de l'épée à dix-poings brandie par Izanagi est rendu par Ame-no-ohabari (天之尾羽張), autrement appelé Itsu-no-ohabari. En conséquence, Takemikazuchi est appelé dans certains passages l'enfant d'Itsu-no-o habari. Voir la section suivante.
Le Nihon shoki rapporte le même épisode dans un sens général identique, quoique plus vague au sujet de cette divinité,.

### Répression du Pays du Milieu

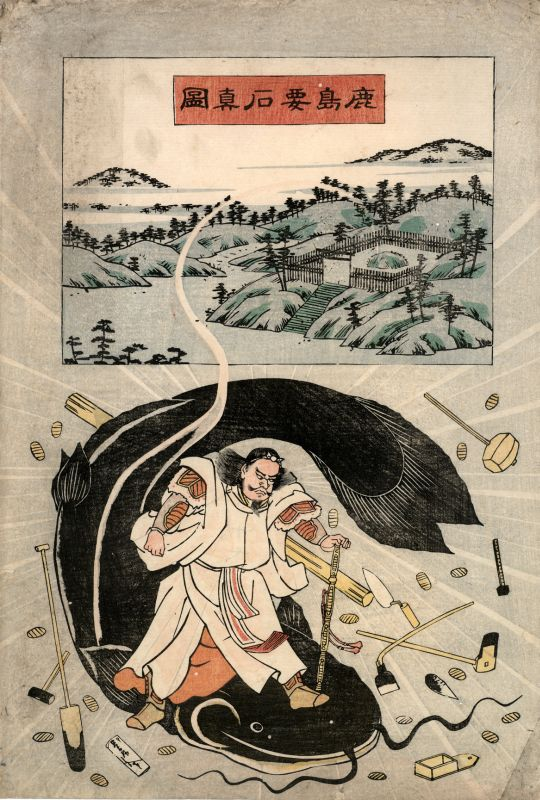
Autre namazu-e représentant Kashima chevauchant le poisson-char. La moitié supérieure est la représentation du kaname-ishi ou « rocher épinglant »

Dans les épisodes où les dieux des plaines célestes (Takama-ga-hara) préparent et exécutent la conquête du monde terrestre connu sous le nom de Pays du Milieu (Ashihara no Nakatsukuni), Takemikazuchi est l'un des principaux chefs envoyés pour subjuguer les divinités terrestres (kuni-tsu-kami).
Dans le Kojiki (chapitre sur la conquête d'Izumo), les divinités célestes Amaterasu et Takamusubi décrètent que soit Takemikazuchi, soit son père Ame-no-ohabari (天之尾羽張) (« Point de lame céleste étendue ») doivent être envoyés en bas pour la conquête. Itsu-no-ohabari (qui apparaît précédemment comme une épée à dix poings) a ici l'esprit et la parole d'un dieu sensible et il désigne son fils Takemikazuchi comme volontaire pour la campagne d'assujettissement. Takemikazuchi est accompagné d'Ame-no-torifune (鳥之石楠船神) « Divinité céleste bateau-oiseau » (qui peut être un bateau ainsi qu'un dieu),.
Les deux divinités atteignent la terre d'Izumo en un endroit appelé « la petite rive d'Izasa / Inasa » (伊耶佐小浜), posent une « épée à dix-poings » (Totsuka-no-Tsurugi) à l'envers sur la crête de la vague et s’assoient au sommet tout en exigeant du dieu local Ōkuninushi (« Maître de la Grande terre ») de leur abandonner la province d'Izumo. Ōkuninushi répond qu'il renvoie la décision à ses enfants dieux et qu'il suivra leur conseil. L'un d'entre eux, Kotoshironushi ou Yae-Kotoshironushi (« Maître des Huit signes de choses pliées ») qui était à la pêche, est facilement persuadé de renoncer à son autorité et se retire dans la solitude.
L'autre, Takeminakata, ne veut pas céder sans essayer sa force contre Takemikazuchi. Lorsque le premier saisit la main du second, elle se transforme en glaçon, puis en épée, ce qui le fait grincer des dents. Takemikazuchi saisit alors la main de Takeminakata et l'écrase comme un jeune roseau. Chassé vers la mer près de Suwa de Shinano (科野国之州羽海) dans le texte du Kojiki, Takeminakata implore la clémence pour sa vie et promet de rester exilé dans cette région. C'est ainsi que Takeminakata, pourtant défait, est devenu la principale divinité du Grand Sanctuaire de Suwa dans la préfecture de Nagano),.
Le combat au corps à corps entre les deux divinités est considéré comme l'origine mythique du sumo.
Le Nihon shoki nomme un partenaire différent pour Takemikazuchi dans la tâche de conquérir les terres du Pays du Milieu. Ce partenaire est Futsunushi (un dieu passé sous silence dans l'épisode de la naissance des dieux du Kojiki ainsi que dans cet épisode),.
Tout comme Takemikazuchi est la principale divinité du Kashima-jingū, ce Futsunushi est le chef du Katori-jingū,. Dans les premiers siècles, lorsque les dirigeants Yamato font campagne dans les régions du Kantō et de Tōhoku, ils prient ces dieux guerriers pour leur succès militaire de sorte que les sanctuaires subsidiaires des deux dieux sont dispersés partout dans ces régions. La consécration des divinités à Kashima et Katori est brièvement mentionnée dans le Kogo Shūi (807).
Le Nihon shoki compte d'autres divergences. La plage où les dieux enfoncent l'« épée à dix-poings » est appelée ici Itasa. Le dieu principal d'Izumo (Ōkuninushi) est appelé Ōanamuchi. La lutte avec Takeminakata manque. À la fin, Ōanamuchi/Ōkuninushi donne un signe de son obéissance en présentant la grande lance qu'il a utilisée pour pacifier la terre,. Sautant à un passage ultérieur (après une digression sur d'autres questions), le Nihon Shoki raconte le débarquement de Takemikazuchi et Futsunushi sur la plage, indiquant cette fois qu'Ōanamuchi exprime verbalement sa résistance à renoncer à sa domination jusqu'à ce que les dieux célestes lui promettent une demeure palatiale pour récompenser son abdication,.
En annexe aux deux passages, il est fait mention qu'une divinité étoile, Amatsu-Mikaboshi (天津甕星) a résisté jusqu'à la fin et que Takemikazuchi et Futsunushi étaient particulièrement désireux de vaincre. Le dernier passage indique que l'être qui a soumis le dieu étoile, dénommé Iwai no nushi (斎の大人), est consacré à Katori, laissant entendre qu'il pourrait s'agir de Futsunushi. Cependant, le passage précédent dit qu'un dieu nommé Takehazuchi (建葉槌命) est le vainqueur du dieu étoile.

### Conquête de l'Est par l'empereur Jimmu
L'épée de Takemikazuchi aide l'empereur Jinmu dans son entreprise de soumission de l'Est. À Kumano, l'empereur et ses troupes sont soit frappés d'inconscience par l'apparition d'un ours (kojiki), , soit gravement affaiblis par les fumées empoisonnées vomies par les dieux locaux (Nihon shoki),. Mais un homme nommé Takakuraji offre en cadeau une épée : l'empereur se réveille et à peine brandit-il cette arme que les divinités maléfiques de Kumano sont abattues. Lorsque Jimmu l'interroge, Takakuraji explique qu'il a fait un rêve où les divinités suprêmes Amaterasu et Takamusubi étaient sur le point de commander à Takemikazuchi de descendre une fois de plus sur terre pour pacifier les domaines, cette fois pour aider l'empereur. Cependant, Takemikazuchi a répondu qu'il suffirait de faire descendre l'épée qu'il utilisait lors de ses campagnes et, perçant un trou à travers le magasin de Takakuraji, il a déposé l'épée et invité l'homme à la présenter à Jinmu. Cette épée portait les noms de Futsu-no-mitama (布都御魂), Saji-futsu-no-kami (佐士布都神), Mika-futsu no kami (甕布都神). C'est le principal objet de vénération (goshintai) conservé au Isonokami-jingū.

## Commentaire
Takemikazuchi est à l'origine un dieu local (kuni-tsu-kami) vénéré par le clan Ō (多氏, Ō no uji, également écrit 大氏) et un dieu des voyages par mer. Cependant, lorsque le clan Nakatomi, qui a aussi des racines dans cette région, prend le contrôle des fonctions sacerdotales du clan Ō, il institue également Takemikazuchi ujigami (divinité du clan) des Nakatomi. C'est l'observation que fait Iwao Ōwa (大和岩雄) dans son Jinja to kodai ōken saishi (1989), théorisant que le clan Ō était à l'origine ōmi (大忌, « (sacerdoce) plus tabou »), mais a été usurpé par les Nakatomi qui étaient des prêtres de « moindre sacerdoce » (ces derniers prétendent descendre du clan Inbe (忌部氏).
Le clan Nakatomi, essentiellement la branche des prêtres du clan Fujiwara, place également la vénération de la divinité Takemikazuchi / Kashima dans le Grand Sanctuaire de Kasuga à Nara (le dieu du tonnerre est l'un des dieux vénérés au grand sanctuaire).
Lorsque la Royauté de Yamato étend son contrôle dans les domaines de l'est, Kashima devient une base essentielle. Et les armées et généraux de Yamato prient les divinités de Kashima et Katori pour le succès militaire contre les intransigeants de l'est, comme déjà mentionné ici #Répression du Pays du Milieu. De cette façon, Takemikazuchi devient une divinité importante pour la dynastie Yamato.

## Divers
Dans le jeu de rôle PS2 , Persona 4, Takemikazuchi est le persona de Kanji Tatsumi (en) qui brandit une épée en forme de coup de foudre.
Dans le manga Noragami de Adachi Toka, Takemikazuchi est un dieu avide de pouvoir et aimant les conflits. Son arme divine est très puissante et prend la forme de la foudre.
Dans le jeu vidéo Naruto : Ultimate Ninja Storm 4 la technique secrète de Sasuke Uchiha (Rinnegan) est appelée Takemikazuchi-No-Kami en raison de la grande affinité de Sasuke avec la foudre.
Dans Overlord Ainz utilise l'épée takemikazuchi contre sheltear.
Dans le manga Danmachi de Fujino Ômori, Takemikazuchi est un dieu amical. Il ne comprend cependant pas en quoi ses actions affectent les autres, ce qui le rend insensible.